# عبدالله (تن‌تن)
عبدالله نام فرزند محمد ابن کالیش اذاب در داستان های تن تن است.او با همه، هر جور شوخی ای می‌کند.ناخدا هادوک هم دل خوشی از این پسر بچه ندارد.

## بعضی از شوخی‌های او
1. سیگارهای منفجر شونده
2. پودر عطسه آور
3. پخش کردن ترقه بر روی زمین
4. استفاده از تفنگ جوهرپاش
5. گذاشتن سطل آب در بالای در
6. جاسازی عنکبوت فنری درون جعبه کبریت

## دزدیده شدن او توسط دکتر مولر
در کتاب سرزمین طلای سیاه، عبدالله توسط دکتر مولر ربوده می‌شود؛ اما سرانجام توسط تن تن و دوستانش نجات میابد.جالب این است که عبدالله در دورانی که دزدیده شده بود، تمامی عوامل دکتر مولر را با پودر عطسه‌آور تا مدت زیادی مبتلا به عطسه کردن کرد.